# Membre de Viala-du-Pas-de-Jaux
Le membre de Viala-du-Pas-de-Jaux est une commanderie templière qui fut dévolue aux Hospitaliers de l'ordre de Saint-Jean de Jérusalem qui relevait de la commanderie de Sainte-Eulalie-de-Cernon. Il est situé au Viala-du-Pas-de-Jaux dans le département de l'Aveyron, au sud de Millau. C'est un des hauts-lieux du Causse du Larzac hospitalier.

## Historique
En 1150, le seigneur de Tournemire fait don des terres du Viala aux Templiers. En 1315, les Hospitaliers de l'ordre de Saint-Jean de Jérusalem en prenne possession grâce à la dévolution des biens de l'ordre du Temple. Ils construisent un logis pour les Hospitaliers et une église, dédiée à Saint-Jean-Baptiste en hommage à leur saint patron.
En 1430, le prieur Bertrand d'Arpajon autorise la construction d'une tour fortifiée pour permettre aux habitants du village de s'y réfugier pendant les périodes d'insécurité et de stocker les récoltes de céréales, d'où l'appellation de tour-grenier. Avant cette date, le refuge le plus proche était la commanderie de Sainte-Eulalie-de-Cernon.
Depuis 1981, une association a entrepris la restauration des bâtiments, qui accueillent désormais des expositions temporaires.
Le 16 mars 1993, la tour et ses annexes sont inscrites à l'inventaire supplémentaire des monuments historiques.

## Description
La tour, haute de 27 mètres, comporte cinq étages. Elle est couronnée par une voûte couverte de lauzes, bordée d'un chemin de ronde avec mâchicoulis, d'où la vue s'étend sur 360 degrés.
La tour est ouverte à la visite.

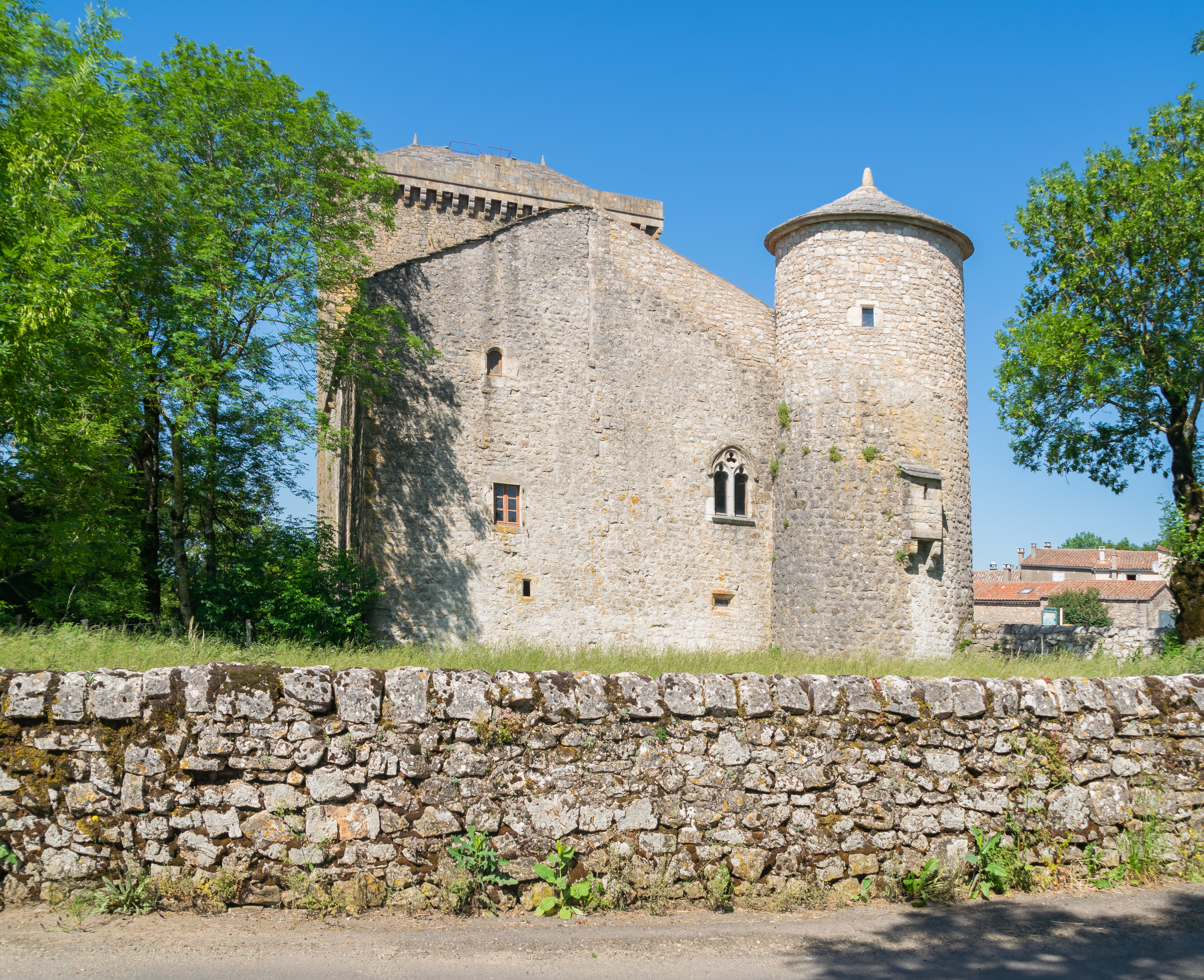
Vue arrière
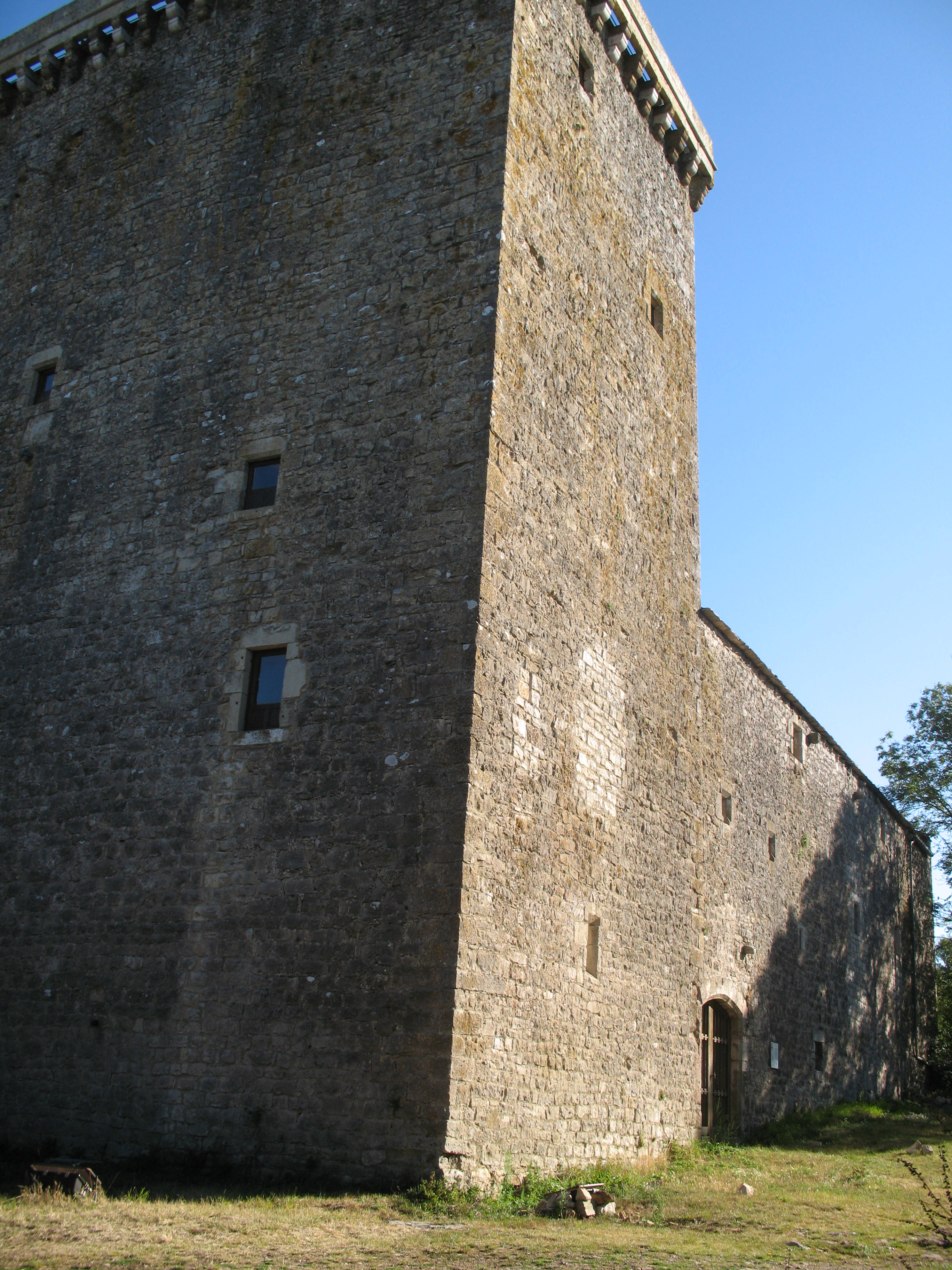
Angle sud ouest.
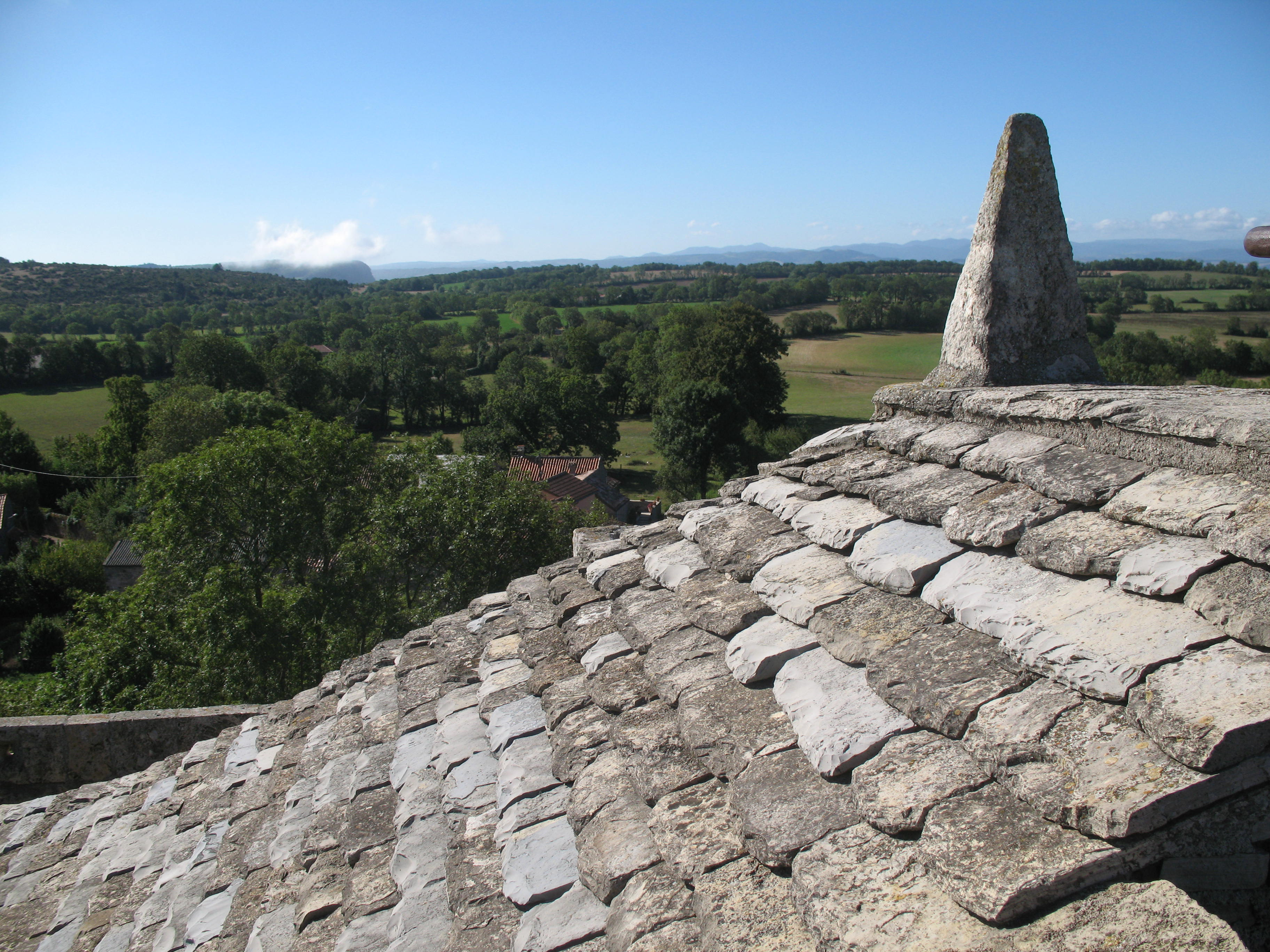
Voûte sommitale.
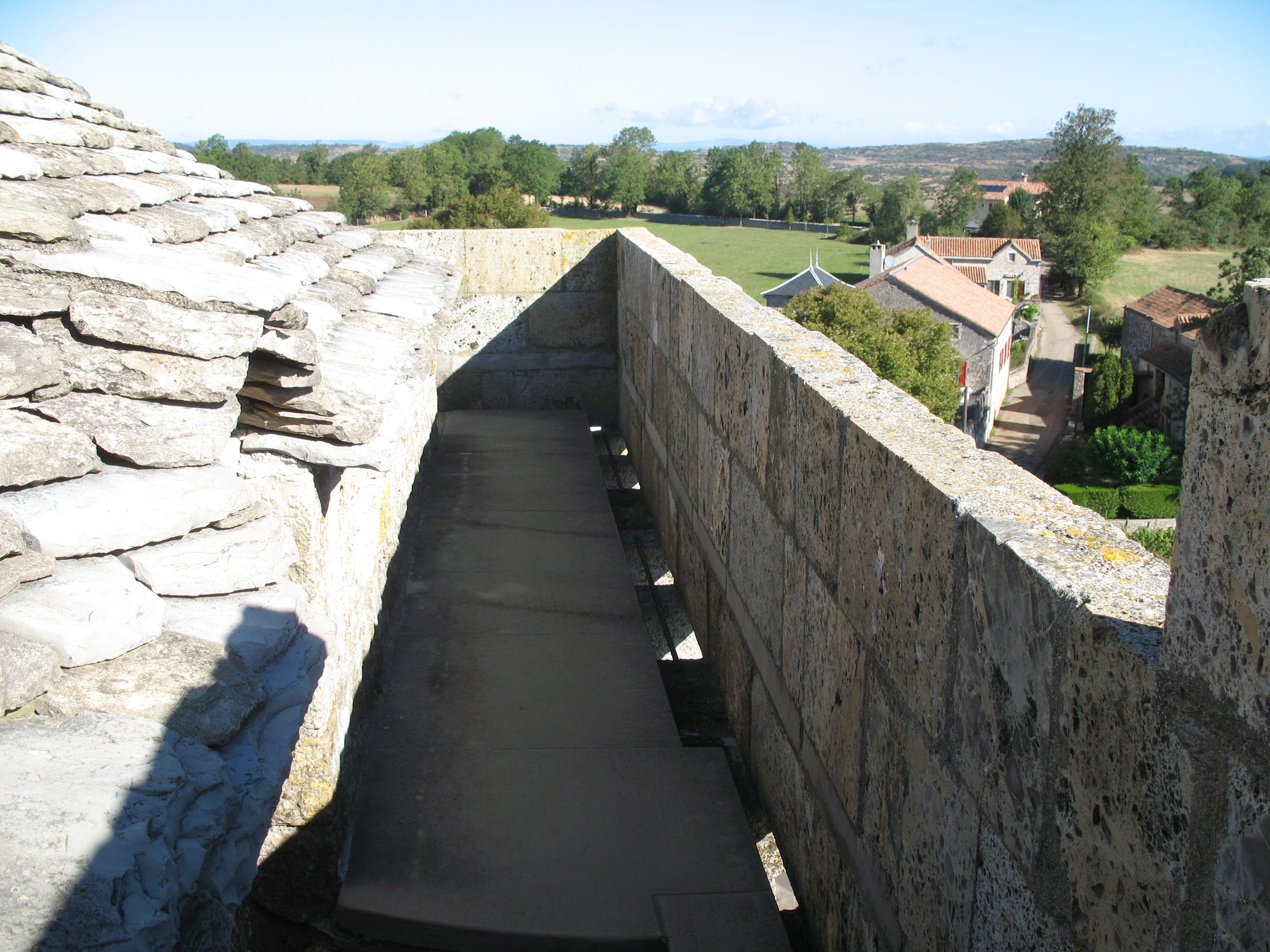
Chemin de ronde.
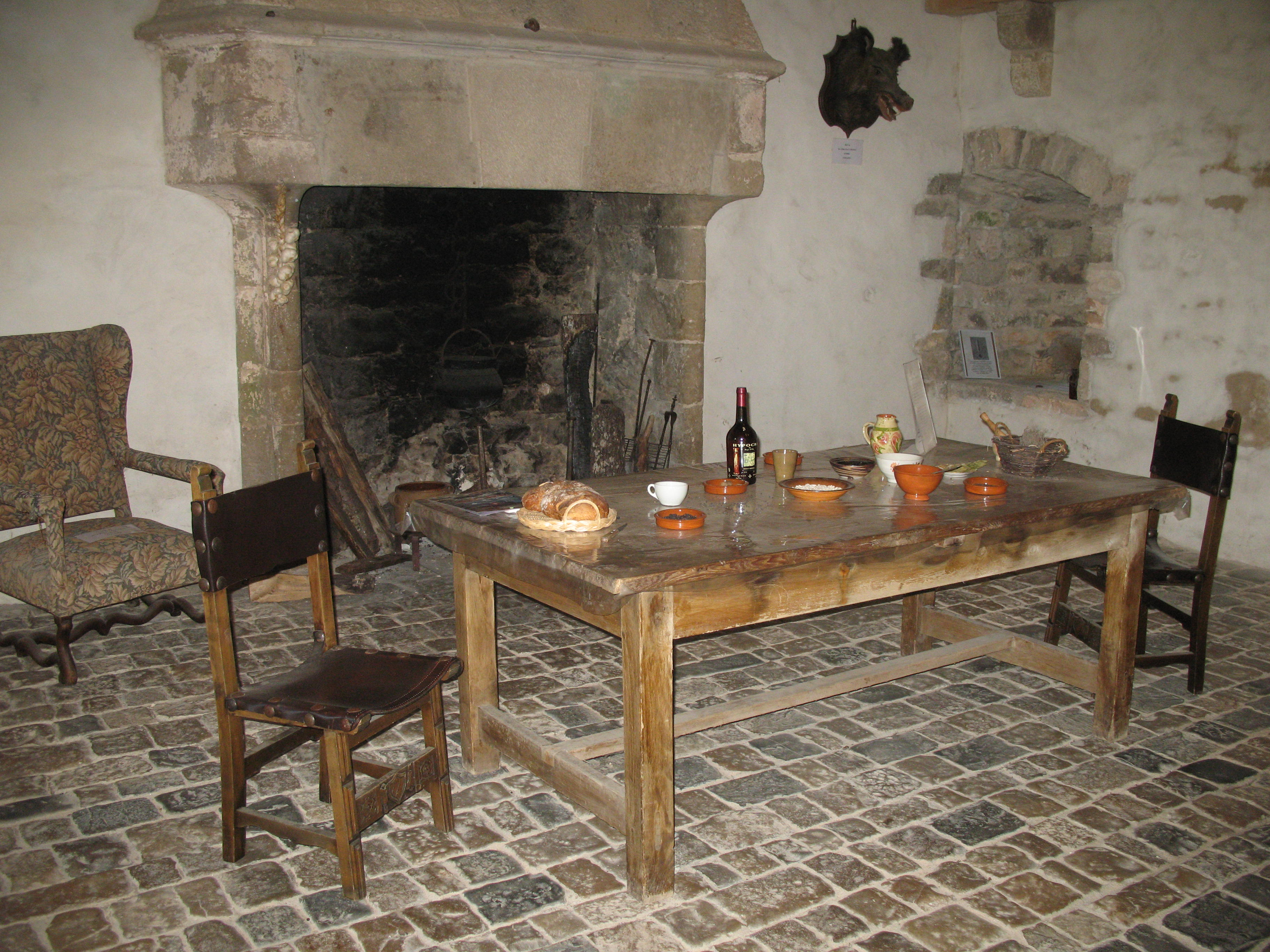
Scène d'intérieur.

## Sources
- Nicolas Mengus, Châteaux forts au Moyen Âge, Rennes, Éditions Ouest-France, 2021, 283 p. (ISBN 978-2-7373-8461-5).